# 미 페케냐 트라비에사
《미 페케냐 트라비에사》(스페인어: Mi pequeña traviesa)은 1997년 방영된 멕시코의 텔레노벨라이다.